# Xylophragma pratense
Xylophragma pratense là một loài thực vật có hoa trong họ Chùm ớt. Loài này được (Bureau & K.Schum.) Sprague miêu tả khoa học đầu tiên năm 1903.